# گیلز کوک
گیلز کوک (انگلیسی: Giles Coke؛ زادهٔ ۳ ژوئن ۱۹۸۶) بازیکن فوتبال اهل بریتانیا است.
از باشگاه‌هایی که در آن بازی کرده‌است می‌توان به باشگاه فوتبال شفیلد ونزدی، باشگاه فوتبال منزفیلد تاون، باشگاه فوتبال سوئیندون تاون، باشگاه فوتبال بولتون واندررز، باشگاه فوتبال بری، باشگاه فوتبال ایپسویچ تاون، باشگاه فوتبال کینگستونیان، باشگاه فوتبال مادرول، و باشگاه فوتبال نورث‌همپتون تاون اشاره کرد.